# Vladimir Bigorra
Vladimir David Bigorra López (født 9. august 1954) er en tidligere chilensk fodboldspiller (forsvarer).
Bigorra tilbragte hele sin karriere i hjemlandet, hvor han var tilknyttet Universidad de Chile, Universidad Católica og Cobresal. Med Universidad de Chile og Cobresal var han med til at vinde den chilenske pokalturnering Copa Chile.
Bigorra spillede desuden 21 kampe og scorede ét mål for det chilenske landshold. Han deltog ved VM i 1982 i Spanien. Her spillede han samtlige chilenernes tre kampe i turneringen, hvor holdet blev slået ud efter det indledende gruppespil. Han var også med til at vinde bronze ved Copa América i 1991.

## Titler
Copa Chile
- 1979 med Universidad de Chile
- 1987 med Cobresal